# 弗兰克·派斯
弗兰克·伊萨克·派斯·加西亚（西班牙語：Frank Isaac País García；1934年12月7日—1957年7月30日）是一位古巴革命家。他参与了推翻富尔亨西奥·巴蒂斯塔独裁政权的革命。派斯是七二六运动的城市协调员，与菲德尔·卡斯特罗领导的游击队在马埃斯特腊山脉的军事斗争遥相呼应的城市地下运动的关键组织者。 1957年7月30日，派斯在圣地亚哥的街道上被巴蒂斯塔政权的警察杀害。
菲德尔·卡斯特罗在《总司令的思考》一书中这样评价派斯：“派斯是个22岁的青年。他的英雄业绩感动着我们每个人。没有理想的生命毫无价值。没有比为理想而战更幸福的了。”